# Estación de Trenton Junction
Trenton Junction es una estación de tren sin personal en Quinte West, Ontario, Canadá, operada por Via Rail. La estación está ubicada a 2.5 kilómetros  al sur de la Carretera 401 de Ontario en la Carretera 33 de Ontario y sirve trenes que van desde Toronto a Ottawa y Montreal en el corredor Quebec-Windsor.

## Servicios
La estación sin personal tiene calefacción y tiene teléfonos y baños. Se abre 60 minutos antes de la llegada del tren a la estación y permanece abierto durante 30 minutos después de la salida del tren.